# Bahnstrecke Człuchów–Słosinko
| Streckennummer: | PKP 413                                   |                                    |                             |
| Kursbuchstrecke: | 111x (1934) DR 111x (1940) DR 124z (1944) |                                    |                             |
| Streckenlänge: | 55,1 km                                   |                                    |                             |
| Spurweite: | 1435 mm (Normalspur)                      |                                    |                             |
| |                                           |                                    |                             |
| \| \| \| von Szczecinek (Neustettin) \| \| \| \| 0,000 \| Człuchów (Schlochau) \| 171 m \| \| \| \| nach Chojnice (Konitz) \| \| \| \| 6,901 \| Kiełpin (Woltersdorf) \| 160 m \| \| \| 10,474 \| Polnica (Pollnitz) \| 158 m \| \| \| \| Brda (Brahe) \| \| \| \| 17,582 \| Czosnowo (Ulrichsdorf) \| 132 m \| \| \| 20,642 \| Sąpolno Człuchowskie (Sampohl) \| 142 m \| \| \| 24,689 \| Przechlewo (Prechlau) \| 161 m \| \| \| 30,516 \| Nowa Wieś Człuchowska (Neuguth) \| 145 m \| \| \| 36,228 \| Nowa Brda (Neubraa) \| 144 m \| \| \| 41,921 \| Bielsko Pomorskie (Bölzig) \| 158 m \| \| \| 46,234 \| Koczała (Flötenstein) \| 160 m \| \| \| \| Anschluss Flugplatz \| \| \| \| 50,517 \| Łękinia (Lanken) \| 177 m \| \| \| \| von Szczecinek (Neustettin) \| \| \| \| 55,065 \| Słosinko (Reinfeld; ehem. Bahnhof) \| 180 m \| \| \| \| nach Słupsk (Stolp) \| \| |                                           |                                    |                             |
| Strecke |                                           | von Szczecinek (Neustettin)        | von Szczecinek (Neustettin) |
| Bahnhof | 0,000                                     | Człuchów (Schlochau)               | 171 m                       |
| Abzweig ehemals geradeaus und nach links |                                           | nach Chojnice (Konitz)             | nach Chojnice (Konitz)      |
| Bahnhof (Strecke außer Betrieb) | 6,901                                     | Kiełpin (Woltersdorf)              | 160 m                       |
| Bahnhof (Strecke außer Betrieb) | 10,474                                    | Polnica (Pollnitz)                 | 158 m                       |
| Brücke über Wasserlauf (Strecke außer Betrieb) |                                           | Brda (Brahe)                       | Brda (Brahe)                |
| Bahnhof (Strecke außer Betrieb) | 17,582                                    | Czosnowo (Ulrichsdorf)             | 132 m                       |
| Bahnhof (Strecke außer Betrieb) | 20,642                                    | Sąpolno Człuchowskie (Sampohl)     | 142 m                       |
| Bahnhof (Strecke außer Betrieb) | 24,689                                    | Przechlewo (Prechlau)              | 161 m                       |
| Bahnhof (Strecke außer Betrieb) | 30,516                                    | Nowa Wieś Człuchowska (Neuguth)    | 145 m                       |
| Bahnhof (Strecke außer Betrieb) | 36,228                                    | Nowa Brda (Neubraa)                | 144 m                       |
| Bahnhof (Strecke außer Betrieb) | 41,921                                    | Bielsko Pomorskie (Bölzig)         | 158 m                       |
| Bahnhof (Strecke außer Betrieb) | 46,234                                    | Koczała (Flötenstein)              | 160 m                       |
| Abzweig geradeaus und von links (Strecke außer Betrieb) |                                           | Anschluss Flugplatz                | Anschluss Flugplatz         |
| Haltepunkt / Haltestelle (Strecke außer Betrieb) | 50,517                                    | Łękinia (Lanken)                   | 177 m                       |
| Abzweig ehemals geradeaus und von rechts |                                           | von Szczecinek (Neustettin)        | von Szczecinek (Neustettin) |
| Haltepunkt / Haltestelle | 55,065                                    | Słosinko (Reinfeld; ehem. Bahnhof) | 180 m                       |
| Strecke |                                           | nach Słupsk (Stolp)                | nach Słupsk (Stolp)         |

Die Bahnstrecke Człuchów–Słosinko (Schlochau–Reinfeld) ist eine nicht mehr betriebene Eisenbahnstrecke in der polnischen Woiwodschaft Pommern.

## Geographische Lage
Die Bahnstrecke Człuchów–Słosinko verlief im Südosten der Woiwodschaft Pommern in Süd-Nord-Richtung und verband die Kreisstadt Człuchów (Schlochau) mit dem nordöstlichen Kreis Człuchów sowie dem südwestlichen Kreis Bytów (Bütow) (vor 1945 Landkreis Rummelsburg i. Pom.). In Słosinko (Reinfeld) fuhren die Züge wenige Kilometer weiter auf der heutigen polnischen Staatsbahnstrecke 405 bis zur früheren Kreisstadt Miastko (Rummelsburg [Pommern]).

## Geschichtliches
Die Preußische Ostbahn erreichte die Stadt Schlochau im Jahre 1877 mit dem Abschnitt Schlochau–Konitz (Chojnice) der späteren Reichsbahnstrecke Ruhnow–Konitz. Ein Jahr später erfolgte die Eröffnung der Bahnstrecke Tempelburg (Czaplinek) – Neustettin (Szczecinek) – Schlochau. Im Jahre 1878 wurde außerdem die Bahnstrecke Neustettin–Rummelsburg (Pommern)–Stolp–Stolpmünde, Hauptabschnitt der heutigen Strecke 405 von Piła (Schneidemühl) nach Ustka (Stolpmünde) fertig.
Zwischen den Städten Schlochau und Rummelsburg (Pommern) fehlte eine direkte Verbindung; der Umweg über Neustettin war unzumutbar weit. So errichtete man 1902 die Bahnstrecke von Schlochau über Prechlau (Przechlewo) nach Reinfeld mit direkter Weiterfahrt auf der Strecke Neustettin–Stolp nach Rummelsburg (Pommern).
Viermal täglich verkehrte auf dieser Strecke ein Zug in jede Richtung. Die Bedeutung dieser Bahnstrecke nahm zu, als zwischen 1920 und 1939 die Region Grenzgebiet zum Polnischen Korridor wurde.
Nach 1945 wurde der Bahnverkehr auf der Strecke Człuchów–Słosinko wieder aufgenommen. Die Strecke 413 der PKP durchquerte das Gebiet von heute vier Landgemeinden: Człuchów (Schlochau), Przechlewo (Prechlau), Koczała (Flötenstein) und Miastko (Rummelsburg) innerhalb der beiden Kreise Człuchów und Bytów (Bütow).
1991 wurde die gesamte Strecke für den Personenverkehr geschlossen, am 15. Dezember 1992 folgte die Schließung des Abschnitts von Przechlewo nach Słosinko auch für den Güterverkehr. Nach 2000 wurde die Reststrecke stillgelegt und seit 2006 demontiert.